# Acanthocobitis urophthalmus
Acanthocobitis urophthalmus е вид лъчеперка от семейство Nemacheilidae. Видът е незастрашен от изчезване.

## Разпространение
Разпространен е в Шри Ланка.

## Описание
На дължина достигат до 4 cm.